# Antakya
Antakya (tiếng Ả Rập: انطاكية, Anṭākyä from tiếng Syriac: ܐܢܛܝܘܟܝܐ, Anṭiokia; tiếng Hy Lạp: Ἀντιόχεια, Antiókheia hay Antiócheia) là một huyện (ilçe) thuộc thành phố Hatay của Thổ Nhĩ Kỳ. Huyện Antakya nằm gần biên giới với Syria, trước năm 2012 từng là thành phố thủ phủ (merkez ilçesi) của tỉnh Hatay và là thành phố lớn thứ 40 tại Thổ Nhĩ Kỳ.